# イザベル・ムンドリー
イザベル・ムンドリー（ドイツ語: Isabel Mundry、1963年4月20日 - ）は、ドイツ出身の現代音楽の作曲家。

## 略歴
1963年4月20日に西ドイツヘッセン州シュリュヒテルンに生まれる。音楽を本格的に志して最初、ベルリン芸術大学でフランク＝ミヒャエル・バイヤー（de:Frank Michael Beyer）に指事して作曲を、その他、電気音楽・音楽学・芸術史・哲学等を学んだ。
その後、フランクフルト音楽・舞台芸術大学（ヘッセン州フランクフルト・アム・マイン郡独立市）にてハンス・ツェンダー（de:Hans Zender）に弟子として師事する。同じく師の弟子のハンス・ペーター・キブルツ（de:Hans-Peter Kyburz）等と共に師の指揮で自作曲を含めてドイツ中を演奏旅行して回ったことで作曲家として広く知られるようになり、クラーニヒシュタイン音楽賞、ブゾーニ作曲賞をはじめとする様々な作曲賞を受賞する。ピアノの腕前も高く、hat hutレーベルにピアノ・アンサンブルで加わっていたモートン・フェルドマンの音源も残っている。
弟子の少なかったフランクフルト音楽大学の教授職を離れ、チューリッヒ音楽大学で教鞭をとったが、2007-2008年のシーズンにはシュターツカペレ・ドレスデンの初代“楽団作曲家（de:Capell-Compositeur）”として客演指揮者を務め、2011年9月からはミュンヘン音楽大学で教授に就任している。ブリス・ポゼ（de:Brice Pauset）と仲の良かった頃の作品には、共作名義の作品もあった。
過去3度、ダルムシュタット夏季現代音楽講習会に招かれており、秋吉台 国際20世紀音楽セミナーにも講師として招かれるなどしており、受講生への厳格な指導で定評がある。

## 作風
単音から始まり、一拍の8等分に当たる32分音符までの音価を用いた「擬似アッチェレランド」のかかるリズム語法をデビュー時から崩しておらず、全作品がこの語法に支配される。小編成の作品では目立たないが、大編成のオペラ作品ではパートを60段ほどに細分化する。ただし、かつての前衛世代のようなクラスター化は行われず、あくまで狭義のポリフォニーとして知覚できる点が異なる。
委嘱は定期的に入っており、2020年に4曲目のピアノ協奏曲の上演が終わった。全作品はブライトコップフ・ウント・ヘルテル社から販売されている。

## 受賞歴
- ブラッハー作曲賞 ( de:Boris-Blacher-Kompositionspreis ) - ベルリン芸術大学 ( de:Universität der Künste Berlin ) および ハンス・アイスラー音楽大学ベルリン ( de:Musikhochschule Hanns Eisler ) から。
- 1994年: ブゾーニ作曲賞 ( de:Busoni-Kompositionspreis - ベルリン芸術アカデミー ( de:Berliner Akademie der Künste ) から。
- クラーニヒシュタイン音楽賞 ( de:Kranichsteiner Musikpreis ) - ダルムシュタット夏季現代音楽講習会 ( de:Darmstädter Ferienkurse ) にて。
- 1996年: マインツ市主催シュナイダー・ショット音楽賞 ( de:Schneider-Schott-Musikpreis Mainz ) - モーリッツ・エッゲルト ( de:Moritz Eggert )と共に。
- 2001年: ジーメンス音楽賞 ( de:Ernst von Siemens Musikpreis ) 若手対象奨励賞 ( Förderpreis ) 。
- 2012年: ツェンダー賞 ( Zender-Preis ) - マーチン・ゼンク ( de:Martin Zenck ) と共に[4][5]。
- 2014年: ドイツ音楽作家賞ソロコンチェルト作曲賞[6]。